# Rhinella azarai
Rhinella azarai é uma espécie de anfíbio da família Bufonidae. Ocorre na Argentina, Brasil e Paraguai.
Considerada como sinônimo de Rhinella granulosa foi revalidada à categoria de espécie distinta em 2009.